# Crocidophora pustuliferalis
Crocidophora pustuliferalis là một loài bướm đêm trong họ Crambidae.